# Francesc Vidal Roca
Francesc Vidal Roca (Reus, 29 de juny de 1816 - Oviedo 1880) va ser un músic català.
Fill d'un botiguer reusenc, va fer a aquesta ciutat els primers estudis de música que després perfeccionà a Barcelona. Va formar part de l'escolania de Santa Maria del Mar fins als 16 anys, moment en què va tornar a Reus. Va obrir una escola de música on va tenir com a deixebles el compositor Josep Garcia Robles i el violinista Josep Maria Serret, entre d'altres. Va ser director de l'orquestra del Teatre Principal de Reus i va escriure i estrenar diverses simfonies. Va ser mestre de capella a la Prioral de Sant Pere, i destaca entre les seves obres religioses una Missa de rèquiem que va dedicar a la seva mare. Va introduir l'harmònium per primera vegada a Reus, i, amb el seu germà Ramon, van fer recitals amb aquest instrument a diverses societats reusenques i, amb la complicitat del seu amic i músic Joan Gil Miralles, fill de l'amo de l'establiment, va convertir el Cafè de la Música en una sala de concerts, on hi van instal·lar tres pianos i un harmònium i on tocava música italiana. Va musicar poemes de literats reusencs, dues sarsueles escrites pel versaire reusenc Josep Ferré Prats (de renom Queri), una d'elles, Lo Mistaire, amb la col·laboració del pianista i compositor Eusebi Ferran Ambròs, i va compondre moltes peces de ball. Va dedicar-se a partir de 1850 a compondre sarsueles i n'estrenà algunes al Teatre Tívoli a Barcelona, com ara Pensa mal i no erraràs, de Narcís Capmany, el 1865. Va posar música a algunes "Gatades" o obres satíriques de Frederic Soler "Pitarra", i a d'altres de Vidal i Valenciano. Va fer diners però va morir pobre, als 64 anys, víctima d'una pulmonia que va agafar al sortir del teatre de Ribadesella, a Astúries, on actuava com a director d'orquestra en una companyia de sarsuela.